# HMS Prince (1788)
HMS Prince (1788) — 98-пушечный линейный корабль второго
ранга. Четвёртый корабль Королевского флота, названный HMS Prince.
Второй линейный корабль типа London. Заложен 1 января 1782 года. Спущен на воду 4 июля 1788 года на королевской верфи в Вулвиче  Он не сразу был сдан в эксплуатацию и к началу революционных войн с Францией находился на стоянке в Портсмуте. Его корпус был удлинен в 1796 году . За время своей службы он участвовал в относительно небольшом количестве сражений и, кажется, был довольно медлительным кораблем — по словам одного капитана, в море он вёл себя как «стог сена».

## Служба
12 июня 1795 года Флот Канала под командованием Александра Худа, в том числе и Prince (капитан Черльз Гамильтон), отплыл из Спитхеда чтобы обеспечить высадку французских роялистов в бухте Киберон. 22 июня на западе от Бель-Иль был замечен французский флот. Французский адмирал Вилларе-Жуайёз не собирался вступать в бой и англичане устремились в погоню. Британский флот из 14 линейных кораблей, 5 фрегатов и 6 мелких судов, в течение суток преследовал французский (12 линейных кораблей) с зюйд-веста и загнал его к острову Груа. Места для отступления не осталось, и Вилларе-Жуайёз был вынужден принять бой. В результате был отбит бывший британский корабль HMS Alexander а также два французских 74-пушечника Formidable и Tigre (впоследствии переименованный в Belleisle). Так завершился Бой у острова Груа.
20 декабря 1796 года британскому правительству стало известно о побеге французского флота из Бреста. Французская эскадра отправились в экспедицию для вторжения в Ирландию. На судах эскадры находились 18000 французских солдат, которые должны были спровоцировать восстание по всему острову. 25 декабря Александр Худ попытался вывести свой флот из Спитхеда, чтобы перехватить французов. Из-за сильного ветра Prince столкнулся с Sans Pareil, и получил настолько серьезные повреждения, что был вынужден остаться в гавани для ремонта.
В 1805 году он входил в состав Флота Канала под командованием капитана Ричарда Гриндэлла. В октябре того же года принял участие в Трафальгарском сражении. Из-за своей медлительности он отстал от остальной части своего дивизиона, и ему потребовалось более двух часов на покрытие двух-трех миль, чтобы добраться до места боя. К тому времени большая часть флота противника или уже была в руках англичан или бежала, так что для Prince осталось всего несколько целей. Он открыл огонь по испанскому флагману Principe de Asturias, а затем перенес огонь на Achille, но сам при этом не был атакован и не пострадал.
В то время как Prince вёл обстрел Achille, тот загорелся, и когда следующий залп английского корабля сбросил пылающую грот-мачту вниз, весь корабль охватил огонь. Когда стало понятно что Achille обречен, Гриндэлл приказал прекратить огонь и спустить шлюпки, чтобы спасти французских моряков с тонущего корабля. Это оказалось довольно опасным: заряженные пушки Achille раскалились из-за сильной жары, и он взорвался в 5:45 вечера, так что только 100 человек из его экипажа были спасены. Тем не менее Prince и другие британские корабли смогли спасти сотни моряков с других тонущих кораблей.
В неделю свирепых штормов, последовавших за сражением, надежный Prince оказался просто незаменимым, обеспечивая запасными
деталями более поврежденные корабли, буксируя те, которые нуждались в помощи, а также спасая моряков с сильно поврежденных
кораблей. Он и другие неповрежденные британские корабли спасли множество других, которые в противном случае были бы
потоплены, а также спасли 350 человек с тонущего Santíssima Trinidad. По прибытии в Гибралтар он был вновь готов к отплытию уже через нескольких часов.
После войны он остался на стоянке в Портсмуте, пока не был выведен из эксплуатации и не отправлен на слом в 1837 году .